# Skånela kyrka
Skånela kyrka är en kyrkobyggnad i Skånela i Stockholms län. Den är församlingskyrka i Norrsunda församling och ligger nära östra stranden av sjön Fysingen i Uppland. Området hade under forn- och medeltiden stor betydelse eftersom det stod i direkt förbindelse med Mälaren.

## Kyrkobyggnaden
Kyrkan är daterad till 1160-talet och är en av Upplands fyra så kallade östtornskyrkor vilket innebär att kyrktornet är placerat i öster, ovanför kor och altare. Kyrkan består av ett rektangulärt långhus med smalare kor i öster som avslutas med en halvrund absid. Vid långhusets södra sida finns ett vidbyggt vapenhus och vid låghusets norra sida ett kapell. Väster om kapellet finns ett vidbyggt gravkor. Öster om kapellet och norr om koret finns sakristian. Kyrkorummet är ganska enkelt inrett.

### Tillkomst och medeltida ombyggnader
Vid 1160-talet uppfördes kyrkan som ett långskepp, utan dagens korsarmar. Arkitekten tros vara tysk från byggnadshyttan vid Lunds domkyrka.
Under 1300-talet byggdes kyrkans sakristia och nordkapell.
Under 1400-talet byggdes vapenhuset och långhuset förlängdes västerut. Vid mitten av samma århundrade höjdes tornet med två meter, samtidigt som valven slogs i långhuset och i kapellet.

### Senare ombyggnader
En brand 1642 förstörde väst- och östgavlar, de byggdes åter upp fast med vissa ändringar. Bland annat gjordes murarna tjockare. 1707 utvidgades sakristian åt norr och försågs med tunnvalv av trä som vid slutet av samma århundrade ersattes med ett plant trätak. Västra sidans strävpelare uppfördes åren 1724-1728.
Omkring år 1750 byggdes det Jenningska gravkoret i direkt anslutning till det medeltida nordkapellet. Tillbyggnaden uppfördes av slottet Skånelaholms dåvarande ägare.
1790 återuppbyggdes östra valvet efter ett ras. 
1806 eldhärjades kyrkan återigen och taklaget brann ner. Kyrkan försågs med ny takkonstruktion, innermurarna täcktes med flera lager puts och en del fönster murades om. 1827 byggdes torngluggarna om och västra sidans strävpelare byggdes på efter ett ras. 1915 genomfördes en större reparation av kyrkan.
Sin nuvarande utformning fick kyrkan vid en renovering som slutfördes 1957. Exteriör och interiör återfick då sin medeltida karaktär. Murverket från 1100-talet togs fram och även kalkmålningar från tre olika perioder, de äldsta från 1300-talet. Sakristians plana trätak ersattes med ett tunnvalv av trä. Altarringen avlägsnades och ersattes med en låg kommunionsbänk. Fönstret bakom altaret försågs med en nonkonfigurativ glasmålning. Ursprungliga planerna till restaureringen var framtagna av arkitekt Erik Fant som dock hann avlida. Restaureringen övertogs då av arkitekt Rolf Bergh. 26 maj 1957 återinvigdes kyrkan av ärkebiskop Yngve Brilioth i närvaro av kung Gustaf VI Adolf.

## Inventarier
- I norra utbyggnaden står nuvarande dopfunt av kalksten som vilar på en bottenplatta av sandsten. Funten är tillverkad 1957 av stenfirman Albert Flink efter ritningar av arkitekt Rolf Bergh. En medeltida dopfunt av sten har funnits, men 1751 hölls en visitation då beslut fattades att avlägsna den medeltida funten. 1780 anskaffades ett dopställ av trä och en ännu bevarad dopskål av tenn.
- På norra korväggen hänger en trärelief som anses ha tillhört ett tidigare altarskåp. Reliefen är från senare delen av 1400-talet och föreställer Jesus med de tre sovande lärjungarna i Getsemane örtagård.
- I en nisch på nordkapellets östra vägg finns en välbevarad madonnabild skuren i lind från omkring år 1505.
- Predikstolen, med vit färgton och förgyllda reliefer, är tillverkad 1789 av snickarmästare Widgren efter ritningar av "Kongl. Målare och Bildhuggare Academien". Tillhörande timglas har en ståndare som kröns av målad plåtkartusch med inskriptionen "Carl Hökerstedt och Maria Thegner 1720".
- Nuvarande altare murades vid renovering 1957 och är försett med kalkstensskiva. Tidigare altare var av trä.
- I långhusets främre valv hänger två åttaarmade ljuskronor av mässing. Äldre ljuskronan är skänkt till kyrkan 1723, medan yngre ljuskronan är en modern imitation.
- I tornet hänger två kyrkklockor. Storklockan och lillklockan är båda gjutna 1876 av Bergholtz klockgjuteri. En klockstapel har troligen aldrig funnits i Skånela.

### Orgel
- 1751 fanns en orgel i kyrkan.
- 1785 byggde Jonas Ekengren, Stockholm en orgel med 7 stämmor.
- 1878 byggde Johan Edberg, Björklinge en orgel.
- 1926 byggde Alfred Fehrling, Stockholm en orgel med 10 stämmor, två manualer och pedal.
- Den nuvarande orgeln byggdes 1972 av Grönlunds Orgelbyggeri AB, Gammelstad. Orgeln är mekanisk med slejflådor och har ett tonomfång på 56/30. Fasaden är samtida med orgeln och orgeln står i kyrkans västra del.

| Huvudverk I   | Bröstverk II | Pedal        | Koppel |
| Rörflöjt 8´   | Fugara 8´    | Subbas 16´   | I/P    |
| Principal 4'  | Gedackt 8'   | Oktava 4'    | II/P   |
| Spetsflöjt 4' | Rörflöjt 4'  | Nachthorn 2' | II/I   |
| Waldflöjt 2'  | Principal 2' |              |        |
| Mixtur III    | Krumhorn 8'  |              |        |
|               | Tremulant    |              |        |

## Galleri

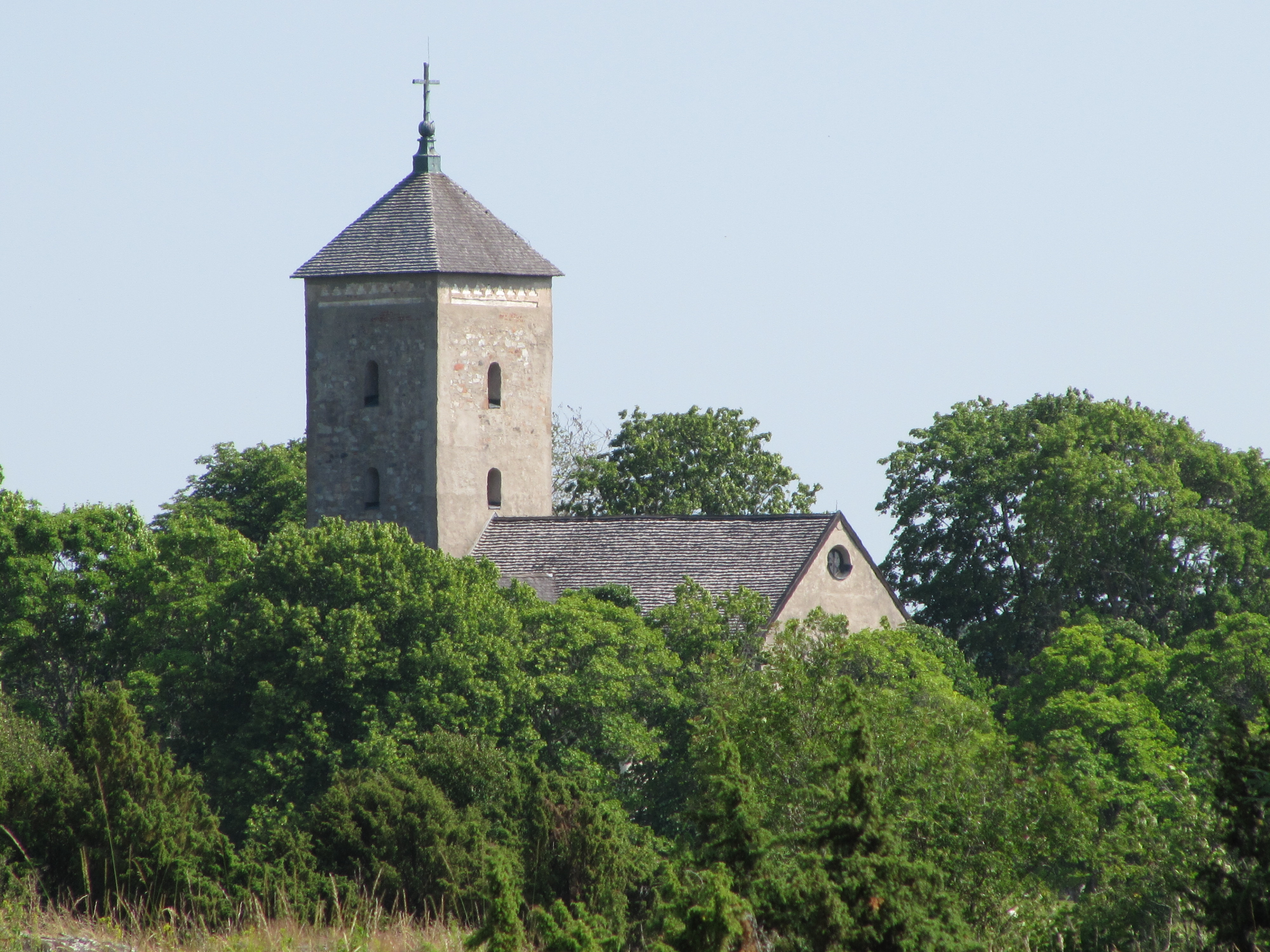
Kyrkan på avstånd
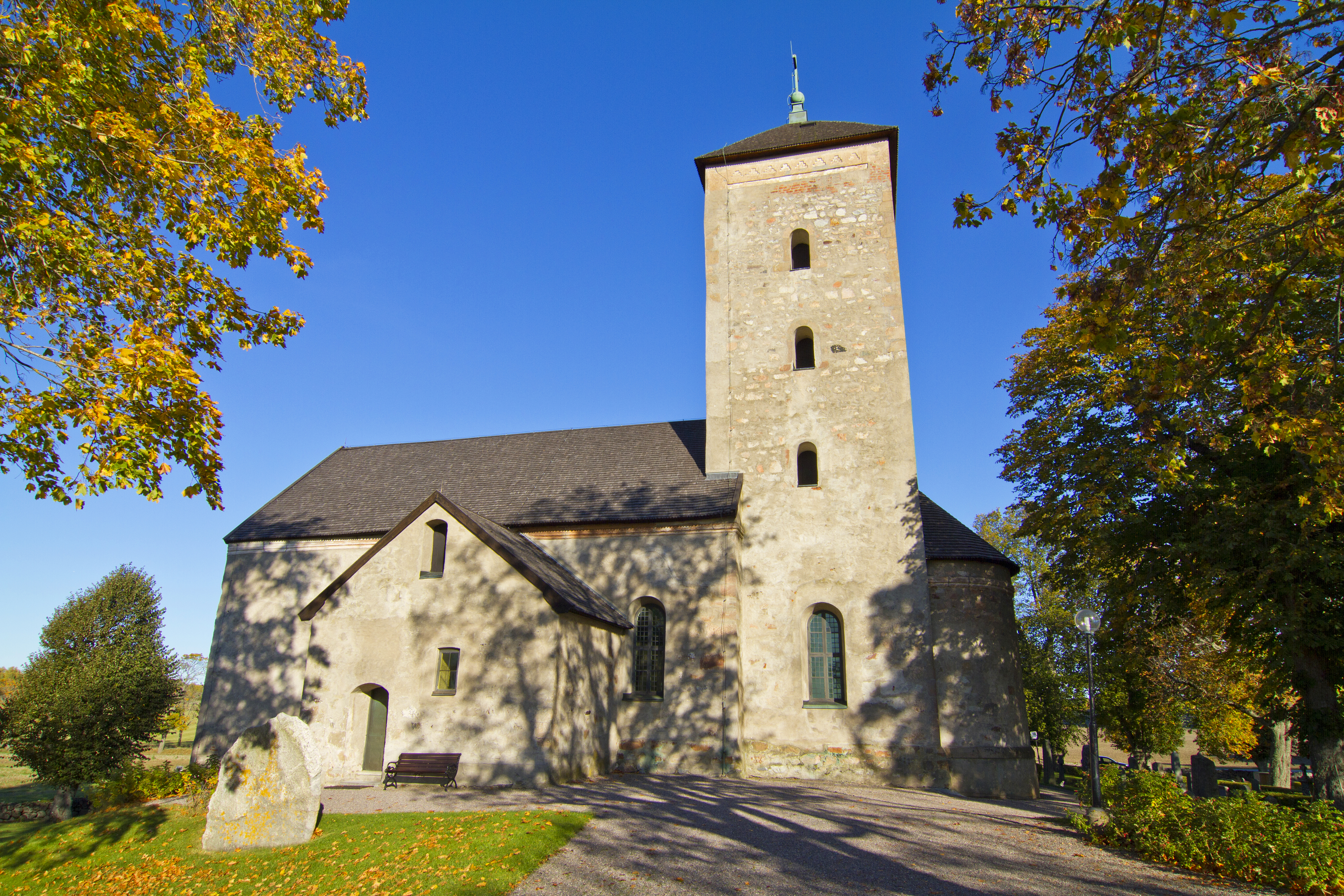
Kyrkan från söder
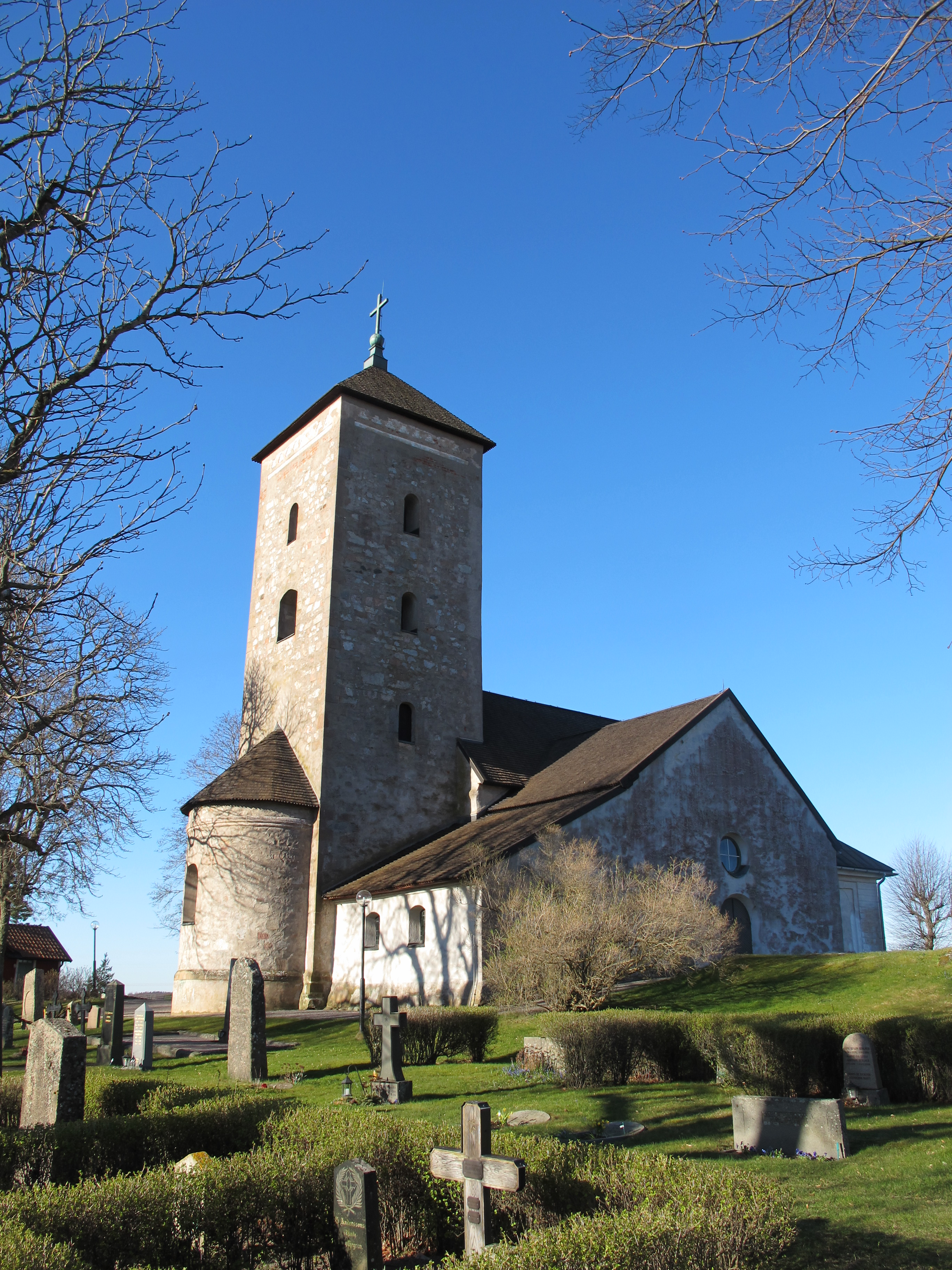
Kyrkan från nordost
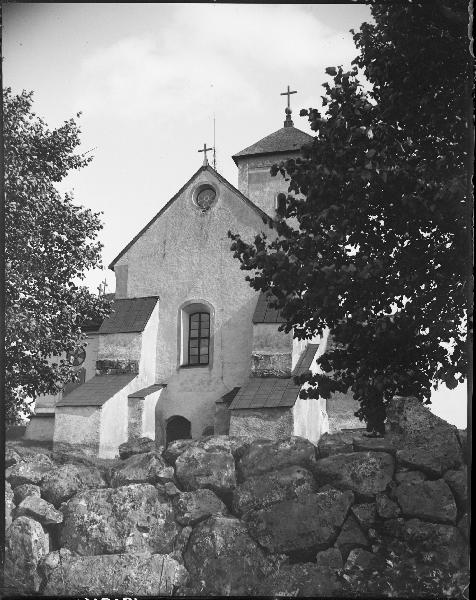
Äldre bild med strävpelare vid västra väggen
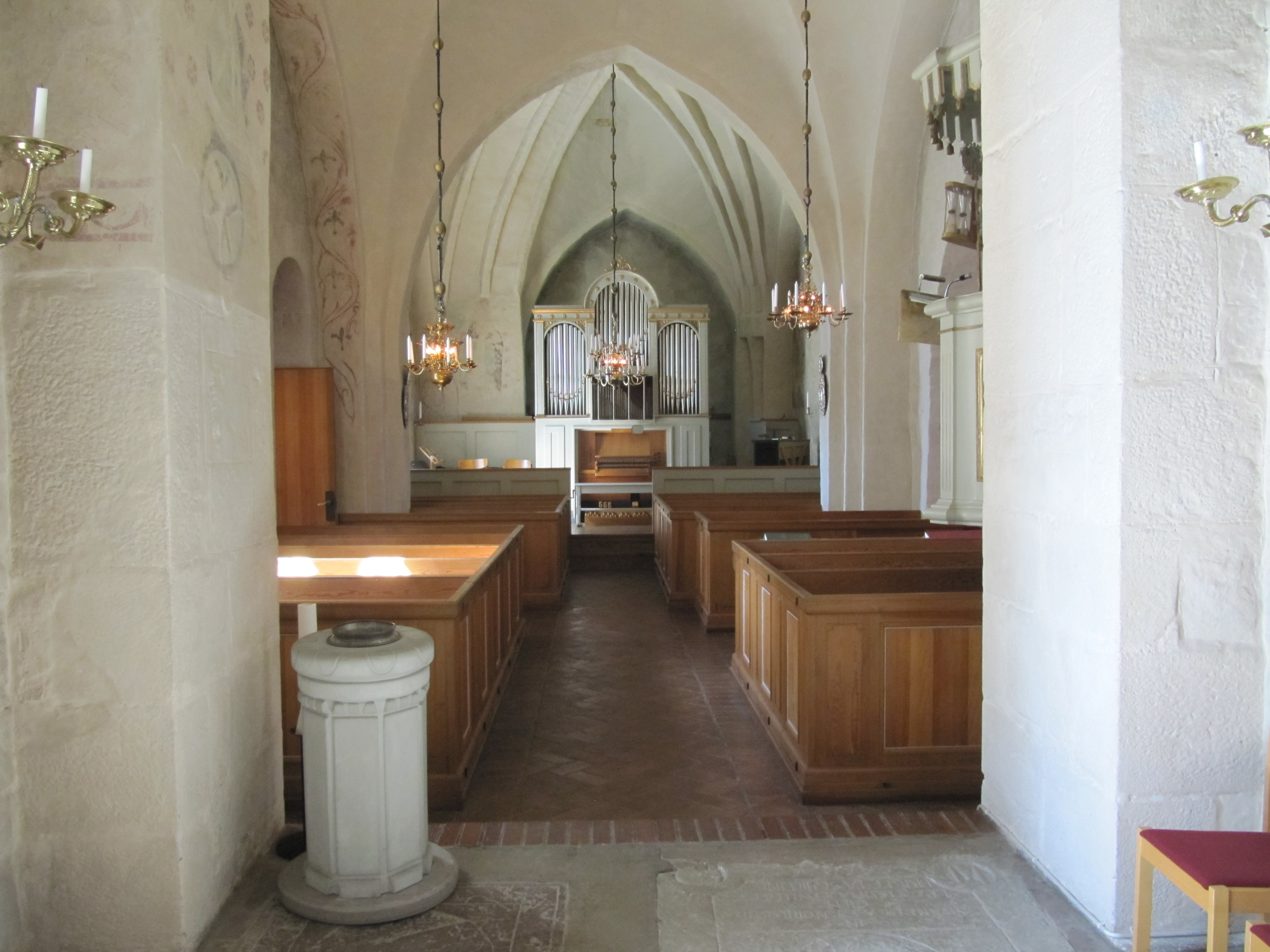
Kyrkorum från koret
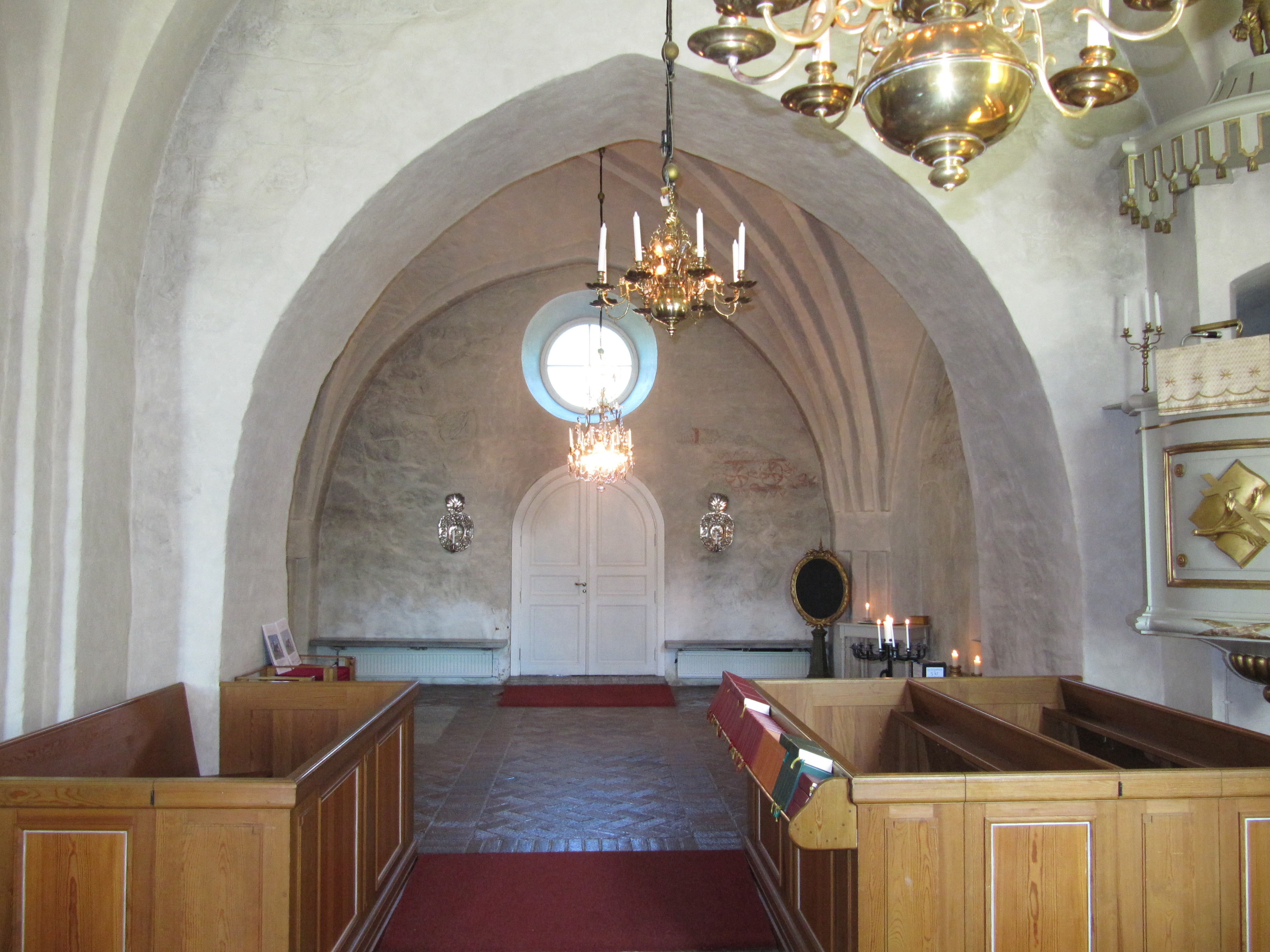
Norra kapellet
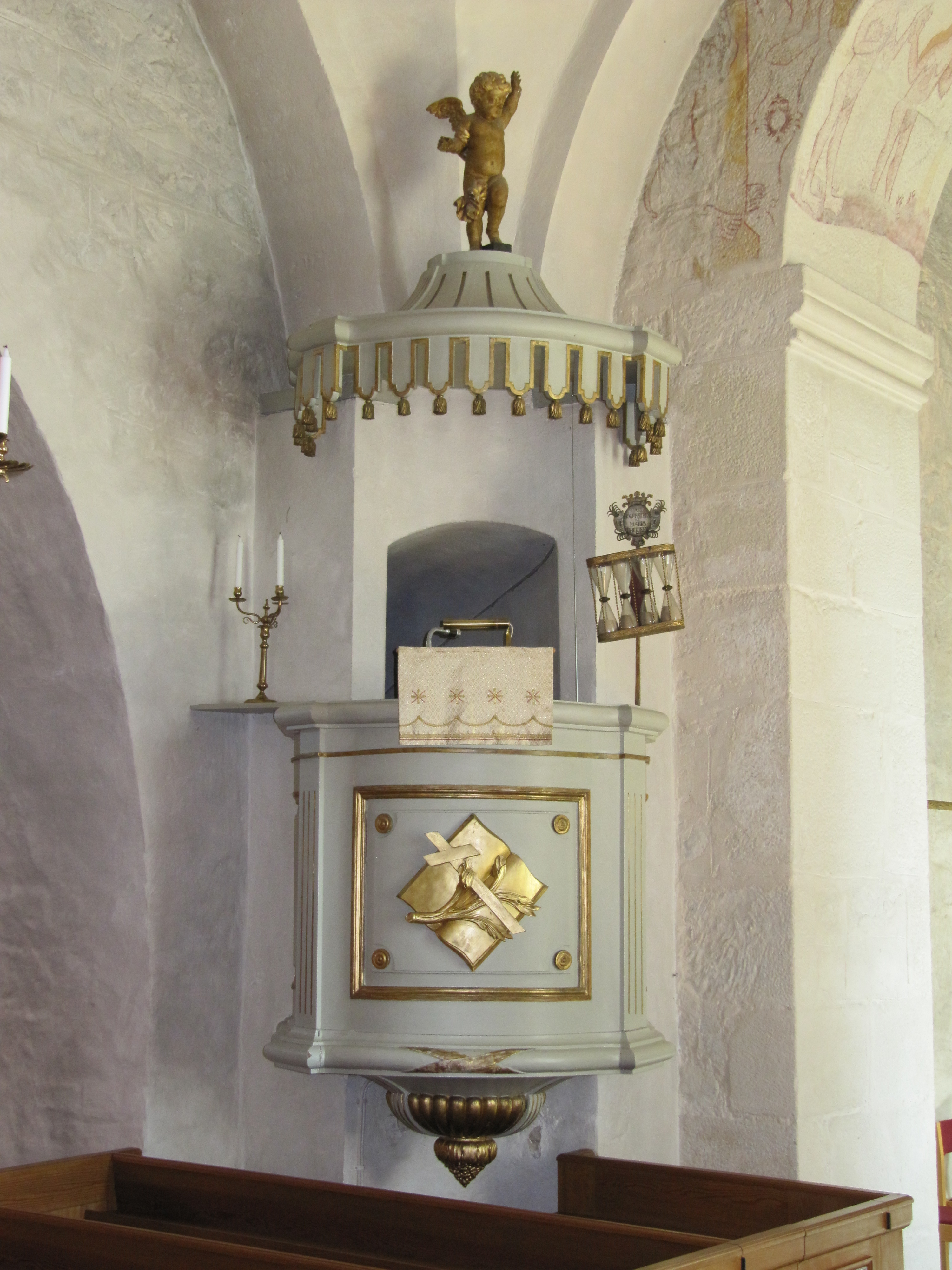
Predikstol
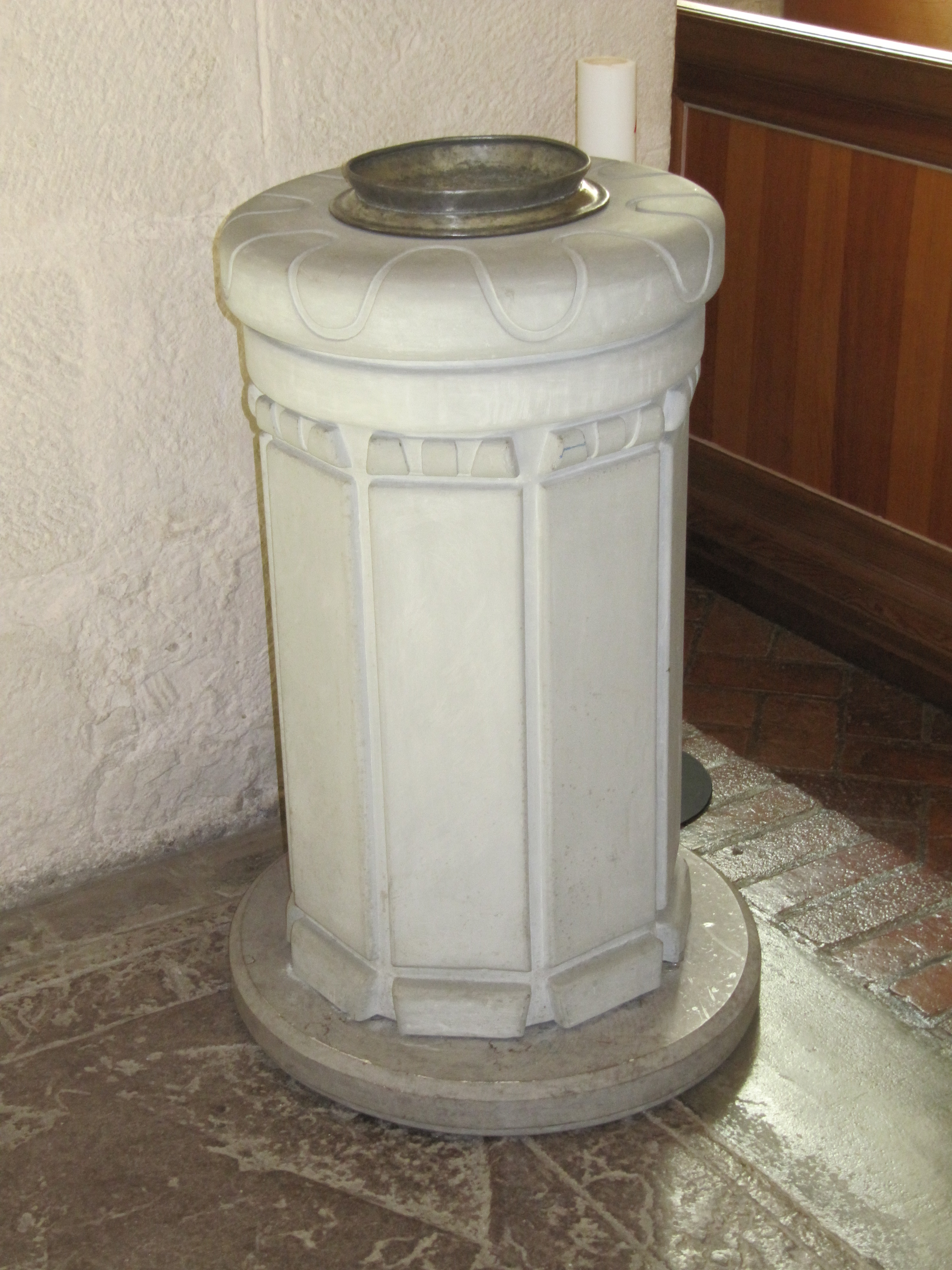
Dopfunt
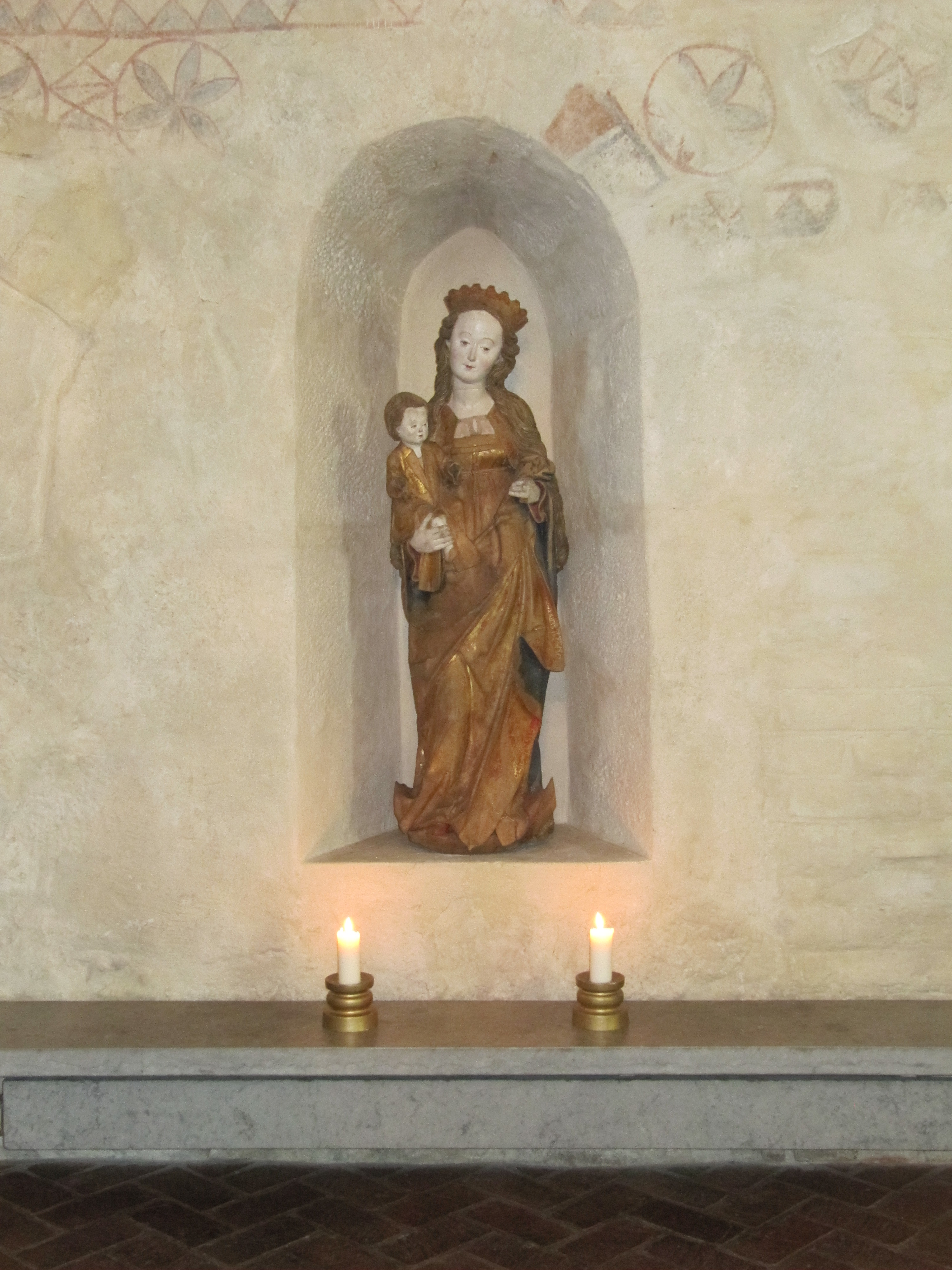
Maria med barnet
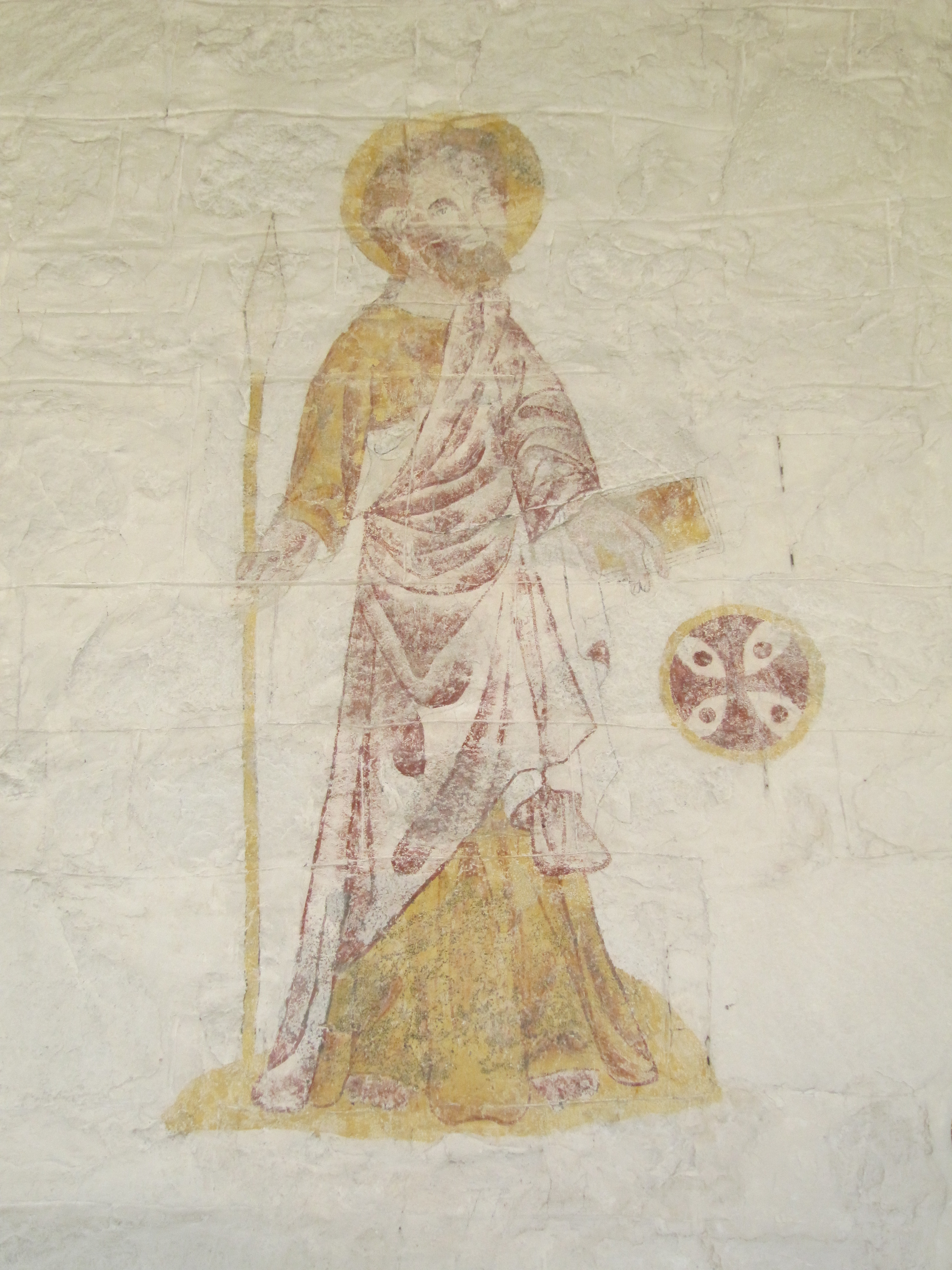
Apostlabild
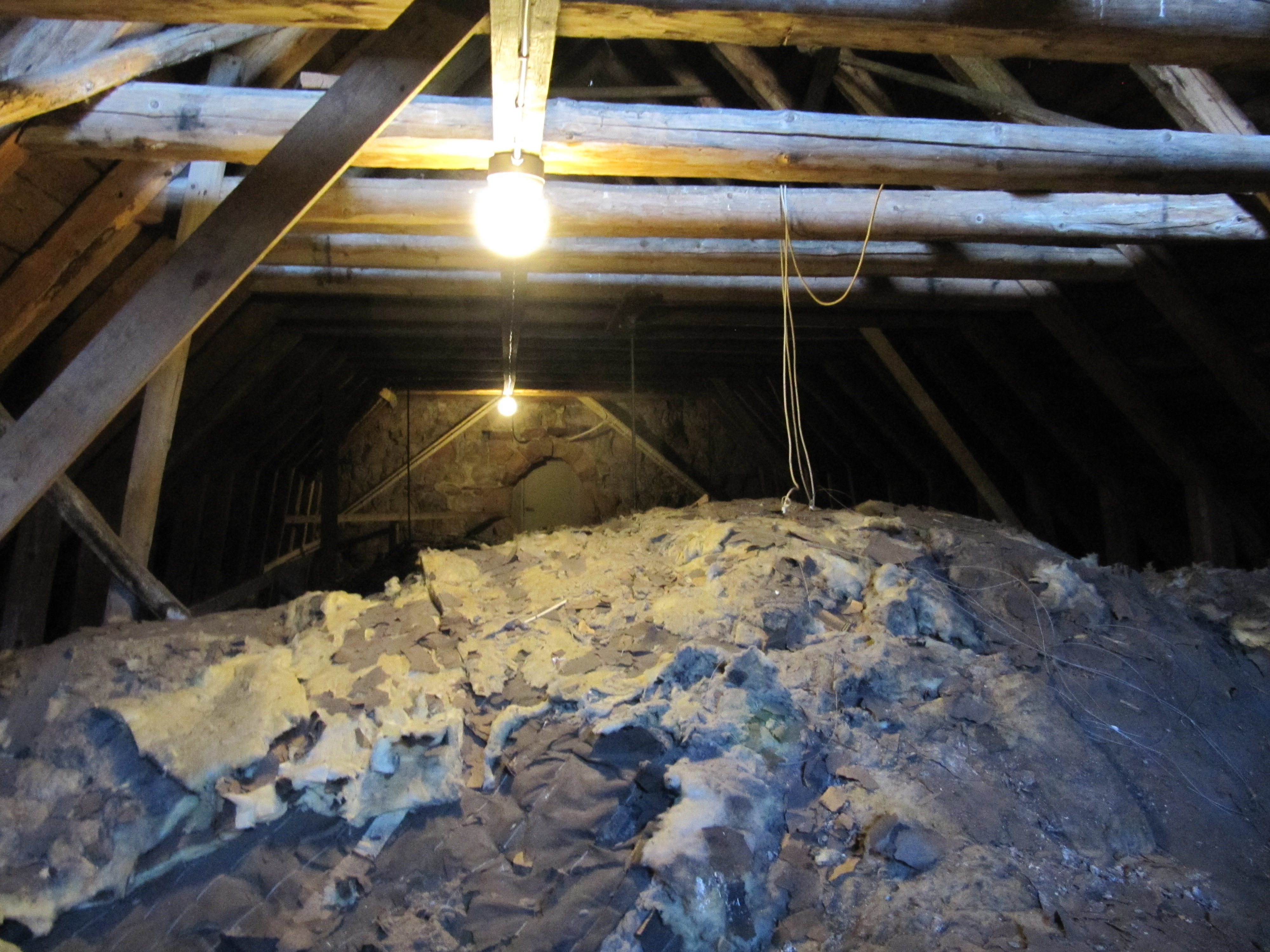
Vindsvåning från väster
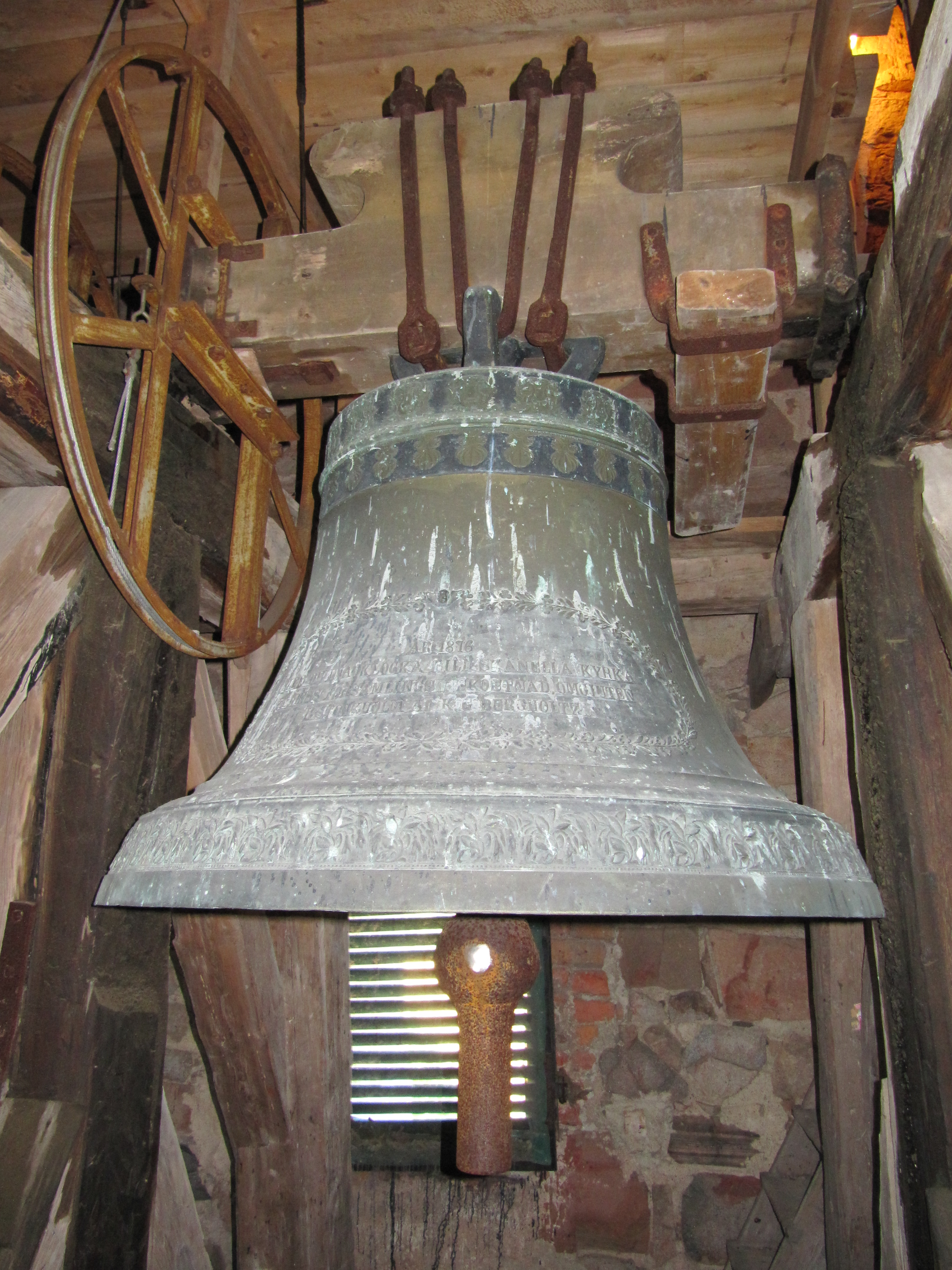
Norra kyrkklockan i tornet

### Webbkällor
- Upplandia.se - En site om Uppland
- Svenska kyrkan i Märsta pastorat
- Kersti Lilja: Skånela kyrka, Rapport 2005:29, Stockholms läns museum
- Skånela sockenförening informerar